# Кућа Добросава Петровића
Кућа Добросава Петровића једна је од најстаријих сачуваних породичних кућа у Бољевцу. Грађена је крајем 19. века. Реч је приземној грађевини, квадратне основе, са кровом на четири воде. Кућа је зидана од опеке и малтерисана. Фасада, чије остатке налазимо у траговима због оштећења које су условиле атмосферске падавине, била је жуте боје. 
Кућа се налази се у улици Драгише Петровића број 21. и заштићена је Законом на основу Одлуке о проглашењу за културно добро СО Бољевац број 633-495/80-07 од 15. маја 1980. године.